# Сирота Лілія Богданівна
Сирота Лілія Богданівна — доцент кафедри філософії мистецтв Львівського національного університету імені Івана Франка, кандидат філологічних наук.

## Життєвий шлях
1994 року закінчила філологічний факультет Львівського національного університету імені Івана Франка за спеціальністю «Українська література», 1997 р. — денну аспірантуру при Інституті українознавства ім. І. Крип'якевича. Кандидат філологічних наук (2000). 
До 2002 року працювала завідувачем відділу систематизації Наукової бібліотеки Львівського національного університету імені Івана Франка.
У 2002—2013 роках працювала науковим співробітником Інституту пресознавства Львівської національної наукової бібліотеки України імені В. Стефаника НАН України та науковим співробітником наукового відділу періодичних видань імені М. і І. Коців Львівської національної наукової бібліотеки України імені В. Стефаника НАН України. 
З вересня 2008 р і до сьогодні викладає українську літературу в Інституті доуніверситетської підготовки Львівського національного університету імені Івана Франка (з погодинною оплатою).
З 2012 року і до червня 2019 року працювала асистентом кафедри бібліотекознавства та бібліографії факультету культури і мистецтв Львівського національного університету імені Івана Франка (повна ставка). 2015 року викладала на бібліотечних курсах для працівників бібліотек, які організувала кафедра бібліотекознавства та бібліографії Львівського національного університету імені Івана Франка. 
У листопаді 2015 року, березні 2017 р і грудні 2019 р. перебувала на науковому стажуванні у Вроцлавському і Ягеллонському університетах (Республіка Польща) в рамках програми з обміну викладачів між Львівським університетом і польськими вузами. Наукове стажування Науковій бібліотеці м. Пряшева (Словаччина, березень 2018 р.). У наукових бібліотеках університетів Польщі і Словаччини вивчала україномовні книжкові фонди і соціокультурну роботу бібліотек. 
З вересня 2019 р. — доцент кафедри філософії мистецтв ЛНУ імені Івана Франка.

## Наукові інтереси
Наукові зацікавлення: українська літературно-художня книга Галичини кінця ХІХ — 1939 р., українська книга за кордоном, українська преса за кордоном, українські видавці кінця ХІХ — початку ХХІ століття, соціокультурна діяльність. Учасник численних наукових конференцій в Україні та за кордоном.

## Курси
• Цінності в системі культури
• Культурна політикаі
• Культура української діаспори
• Науковий семінар.

## Вибрані публікації
• Syrota L. Electronic repositories in Ukraine and world: state and prospects / Liliia Syrota // Бібліотекознавство. Документознавство. Інформологія. — 2018. — № 3. — С. 139—142.
• Syrota L. «The Tiny Library» (1877—1880) I. Franko's as one an example of a successful communicative interaction in a cultural context / Liliia Syrota // Образ. — 2018. — № 1 (27). — С. 161—169.
• Syrota L Visualization of Creative Works by Ukrainian Writers from Galicia in the Books and Periodicals in the XIX and the First Half of XX Century / Liliia Syrota // Wizualizacja informacji w humanistyce / Redakcja Małgorzata Kowalska, Veslava Osińska. — Toruń : Wydawnictwo Naukowe Uniwersytetu Mikołaja Kopernika, 2017. — S. 251—267.
• Сирота Л. Б. (співавт.) Бібліометрія документних потоків: організаційний аспект / Ганна Ярославівна Стефура, Лілія Богданівна Сирота // Інноваційний розвиток науки нового тисячоліття: Матеріали: в 2 ч. — Херсон: Молодий вчений, 2018. — Ч. 2. — C. 33–36. — Режим доступу: http://molodyvcheny.in.ua/ua/search.php (дата звернення 31.01.2019). — Назва з екрану.
• Сирота Л. Рідкісні фонди Наукової бібліотеки Львівського національного університету імені Івана Франка: наявність і втрати (на прикладі україномовних видань польської художньої літератури ХІХ ст. — 1939 р.) [Електронний ресурс]: [Тези доповідей міжнародної наукової конференції «Бібліотека. Наука. Комунікація. Стратегічні завдання розвитку наукових бібліотек», Київ, 6-8 листопада 2018 р.]. — Режим доступу: https://web.archive.org/web/20190527160523/http://conference.nbuv.gov.ua/report/view/id/1335 (дата звернення 17.02.2019). — Назва з екрану.
• Сирота Л. Б. Українські бібліотеки Галичини кінця 1910-х — початку 1920-х рр.: відновлення діяльності [Електронний ресурс]: [Матеріали III Науково-практичної інтернет-конференції «Бібліотеки і суспільство: рух у часі та просторі», Харків, Наукова бібліотека Харківського національного медичного університету, 22-26 жовтня 2018 року]. — Режим доступу: http://repo.knmu.edu.ua/bitstream/123456789/20559/1/Сирота.pdf (дата звернення 22.02.2019). — Назва з екрану.
• Сирота Л. Б. Лужницький Григір (Григорій-Микола)Леонідович / Сирота Л. Б. // Енциклопедія сучасної України / НАН України. Ін-т енциклопедичних досліджень. — Т. 18: Лт — Малицький / Гол. ред. кол.: Дзюба І. М. (співголова), Жуковський А. І. (співголова) та ін. — Киїів: [б. в.], 2017. — С. 68–69.
• Сирота Л. Українські мистецькі, літературні та видавничі проекти 1926 року в Галичині: вшанування постаті Івана Франка / Лілія Сирота // Іван Франко: мистецтвознавчі рецепції: збірник статей. — Львів: ЛНУ імені Івана Франка, 2016. — С. 243—262.
• Сирота Л. Навчальна дисципліна «Загальне книгознавство»: особливості викладання і засвоєння / Лілія Сирота // Вища освіта України. — 2015. — № 2 (57). — С. 66–73.
• Сирота Л. Лекційні матеріали до навчальної дисципліни «Загальне книгознавство» /Лілія Сирота // Педагогічна думка. — 2015. — № 2. — С. 28–34.
• Сирота Л. Академічний стиль, цікаві ідеї та новітні технології / Лілія Сирота ; у співавт. // Вісник Книжкової палати. — 2014. — № 10. — С. 48–49.
• Сирота Л. Б. Видання літературно-художніх творів українських письменниць у Галичині 1900—1914 рр./ Лілія Сирота // Acta Universitatis Wratislaviensis. Seria: Studia o Książce i Informacji / pod red. Małgorzaty Komzy. — Wrocław: Wydawnictwo Uniwersytetu Wrocławskiego, 2013. — № 32. — S. 45–68.
• Сирота Л. Б. Західноукраїнське літературне об'єднання «ІНТЕБМОВСЕҐ» і Михайло Рудницький: особливості відносин та оцінок / Лілія Сирота // Львів: місто — суспільство — культура: зб. наук. пр. / Львів. нац. ун-т імені Івана Франка ; за ред. О. Аркуші, О. Вінниченка, М. Мудрого. — Т. 8, ч. 2 : Культура, освіта, наука, церква. –Львів: [б. в.], 2012. — С. 271—288.
• Сирота Л. Польськомовні літературні журнали 1919—1939 рр. та їх різновиди Л. Сирота // Зборник Матице Српске за славистику / главни и одговорни уредник др Предраг Пипер ; уредништво мр М. Бошков. — Кн. 82. — Нови Сад: [б. в.], 2012.
• Сирота Л. Лев Василь / Ліля Сирота, Наталія Філевич // Енциклопедія Львова: у 5 т. /за ред. Андрія Козицького, Ігоря Підкови. — Т. 4. — Львів: Літопис, 2012. — С. 36–37.
• Сирота Л. Лепкий Богдан / Ліля Сирота // Енциклопедія Львова: у 5 т. / за ред. Андрія Козицького, Ігоря Підкови. — Т. 4. — Львів: Літопис, 2012. — С. 93–95.
• Сирота Л. Лепкий Лев / Ліля Сирота // Енциклопедія Львова: у 5 т. / за ред. Андрія Козицького, Ігоря Підкови. — Т. 4. — Львів: Літопис, 2012. — С. 95–96.
• Сирота Л. «Листопад»: [літературна група] / Ліля Сирота // Енциклопедія Львова: у 5т. / за ред. Андрія Козицького, Ігоря Підкови. — Т. 4. — Львів: Літопис, 2012. — С. 125.
• Сирота Л. Лімниченко Василь / Ліля Сирота // Енциклопедія Львова: у 5 т. / за ред. Андрія Козицького, Ігоря Підкови. — Т. 4. — Львів: Літопис, 2012. — С. 157.
• Сирота Л. Літературно-мистецький клуб / Ліля Сирота // Енциклопедія Львова: у 5 т. / за ред. Андрія Козицького, Ігоря Підкови. — Т. 4. — Львів: Літопис, 2012. –
• Сирота Л. Літературно-науковий вістник / Ліля Сирота // Енциклопедія Львова: у 5 т. / за ред. Андрія Козицького, Ігоря Підкови. — Т. 4. — Львів: Літопис, 2012.
• Сирота Л. «Логос»: [літературна група] / Ліля Сирота // Енциклопедія Львова: у 5 т. /за ред. Андрія Козицького, Ігоря Підкови. — Т. 4. — Львів: Літопис, 2012. — С. 185.
• Сирота Л. Лозинський Михайло / Ліля Сирота // Енциклопедія Львова: у 5 т. / за ред. Андрія Козицького, Ігоря Підкови. — Т. 4. — Львів: Літопис, 2012. — С. 190—191.
• Сирота Л. Лопушанський Володимир / Ліля Сирота // Енциклопедія Львова: у 5 т. /за ред. Андрія Козицького, Ігоря Підкови. — Т. 4. — Львів: Літопис, 2012. — С. 206.
• Сирота Л. Лужницький Григор / Ліля Сирота, Софія Роса-Лаврентій // Енциклопедія Львова: у 5 т. / за ред. Андрія Козицького, Ігоря Підкови. — Т. 4. — Львів: Літопис,
• Сирота Л. Лукіянович Денис / Ліля Сирота // Енциклопедія Львова: у 5 т. / за ред. Андрія Козицького, Ігоря Підкови. — Т. 4. — Львів: Літопис, 2012. — С. 229.
• Сирота Л. Луцький Остап / Ліля Сирота // Енциклопедія Львова: у 5 т. / за ред. Андрія Козицького, Ігоря Підкови. — Т. 4. — Львів: Літопис, 2012. — С. 241—242.
• Сирота Л. Мартович Лесь / Ліля Сирота // Енциклопедія Львова: у 5 т. / за ред. Андрія Козицького, Ігоря Підкови. — Львів: Літопис, 2012. — Т. 4. — С. 535—536.
• Сирота Л. Масляк Володимир Іванович / Ліля Сирота // Енциклопедія Львова: у 5 т. /за ред. Андрія Козицького, Ігоря Підкови. — Т. 4. — Львів: Літопис, 2012. — С. 544—545.
• Сирота Л. Масляк Степан-Юрій / Ліля Сирота // Енциклопедія Львова: у 5 т. / за ред. Андрія Козицького, Ігоря Підкови. — Т. 4. — Львів: Літопис, 2012. — С. 546—547.
• Сирота Л. Матіїв-Мельник Микола / Ліля Сирота // Енциклопедія Львова: у 5 т. / за ред. Андрія Козицького, Ігоря Підкови. — Т. 4. — Львів: Літопис, 2012. — С. 559—560.
• Сирота Л. «Митуса»: [літературна група] / Ліля Сирота // Енциклопедія Львова: у 5т. / за ред. Андрія Козицького, Ігоря Підкови. — Т. 4. — Львів: Літопис, 2012.
• Сирота Л. «Митуса»: [літературно-мистецький журнал] / Ліля Сирота // Енциклопедія Львова: у 5 т. / за ред. Андрія Козицького, Ігоря Підкови. — Т. 4. — Львів: Літопис,
• Сирота Л. «Молода Муза»: [літературна група] / Ліля Сирота // Енциклопедія Львова: у 5 т. / за ред. Андрія Козицького, Ігоря Підкови. — Т. 4. — Львів: Літопис,
• Сирота Л. Літературні матеріали газети «Діло»: особливості добору і групування /Лілія Сирота // Журналістика: наук. зб. / Київ. нац. ун-т імені Тараса Шевченка, Інститут журналістики ; редкол.: Н. М. Сидоренко (гол. ред.) [та ін.]. — Вип. 10(35). — Київ: [б. в.], 2011. — С. 49–65.
• Сирота Л. Газета «Ленінська молодь»: особливості проблематики публікацій 1940—1941 рр. / Лілія Сирота // Збірник праць Науково-дослідного інституту пресознавства /НАН України, ЛННБУ імені В. Стефаника, НДІ пресознавства ; відп. ред. М. М. Романюк. — Вип. 1 (19). — Львів: [б. в.], 2011. — С. 85–101.
• Sirota L. Михайло Рудницький і українські письменники-дебютанти / Lilia Sirota //Slavia Orientalis.— Warszawa: [б. в.], 2011. — № — R. LX. — S. 49–66.

### Окремі видання
• Сирота Л. Б. Літературна група «Митуса» (1921—1922): О. Бабій, В. Бобинський, Р. Купчинський, Ю. Шкрумеляк: бібліографічний покажчик / Лілія Богданівна Сирота ; НАН України, Львів. наук. б-ка ім. В. Стефаника, Наук.-досл. Центр періодики. — Львів: [б. в.], 2004. — 189 с.

### Методичні матеріали
• Сирота Л. Книгознавство, бібліотекознавство, бібліографія: зб. тестових завдань для комплексної перевірки знань студентів / у співавт. ; Львів. нац. ун-т імені Івана Франка. — Львів: [б. в.], 2013. — С. 245—252.